# Песчаное (Покровский район, Донецкая область)
Песча́ное (укр. Піщане) — село на Украине, находится в Покровском районе Донецкой области. 
Код КОАТУУ — 1422784501. Население по переписи 2001 года составляет 314 человек. Телефонный код — 623.

## Адрес местного совета
85360, Донецкая область, Покровский р-н, с. Песчаное, ул. Центральна, 5, тел. 5-38-2-48